# 7165 Pendleton
A 7165 Pendleton (ideiglenes jelöléssel 1985 RH) a Naprendszer kisbolygóövében található aszteroida. Edward L. G. Bowell fedezte fel 1985. szeptember 14-én.